# Johann Christian Evers
Johann Christian Evers (* 2. Mai 1898 in Ritterhude, Kreis Osterholz; † 4. Mai 1964 ebenda) war ein deutscher Politiker (DP).
Evers besuchte die Volksschule in seinem Geburtsort Ritterhude und wechselte dann auf die Realschule und die Oberrealschule in Bremen. Seine Schulausbildung beendete er mit der Erlangung des Reifezeugnisses für die Prima. Im Ersten Weltkrieg wurde er Soldat von November 1916 bis Januar 1919. Im Juni 1919 wurde er Hofbesitzer in Ritterhude. Zwischen Oktober 1919 bis zum Kriegsende des Zweiten Weltkrieges im Mai 1945 war er ohne Unterbrechung Gemeindevorsteher und später Bürgermeister in Ritterhude. 
Evers war bereits vor 1933 Mitglied des Osterholzer Kreistags und übernahm dieses Mandat ab November 1948 erneut. Im Dezember 1948 wurde er Landrat des Landkreises Osterholz, was er bis zu seinem Tode blieb. Evers wurde zum Mitglied des Niedersächsischen Landtages der zweiten und dritten Wahlperiode vom 6. Mai 1951 bis 5. Mai 1959. Er gehörte der gemeinsamen Fraktion von DP und CDU im Landtag an.
Die Landrat-Christian-Evers-Straße in Holste wurde nach ihm benannt. Wegen seiner umstrittenen Rolle zur Zeit des Nationalsozialismus wurde in Ritterhude von einer Straßenbenennung abgesehen.